# Ischnura lobata
Ischnura lobata là một loài chuồn chuồn kim trong họ Coenagrionidae.
Ischnura lobata được Needham miêu tả khoa học năm 1930.